# Duiske Abbey

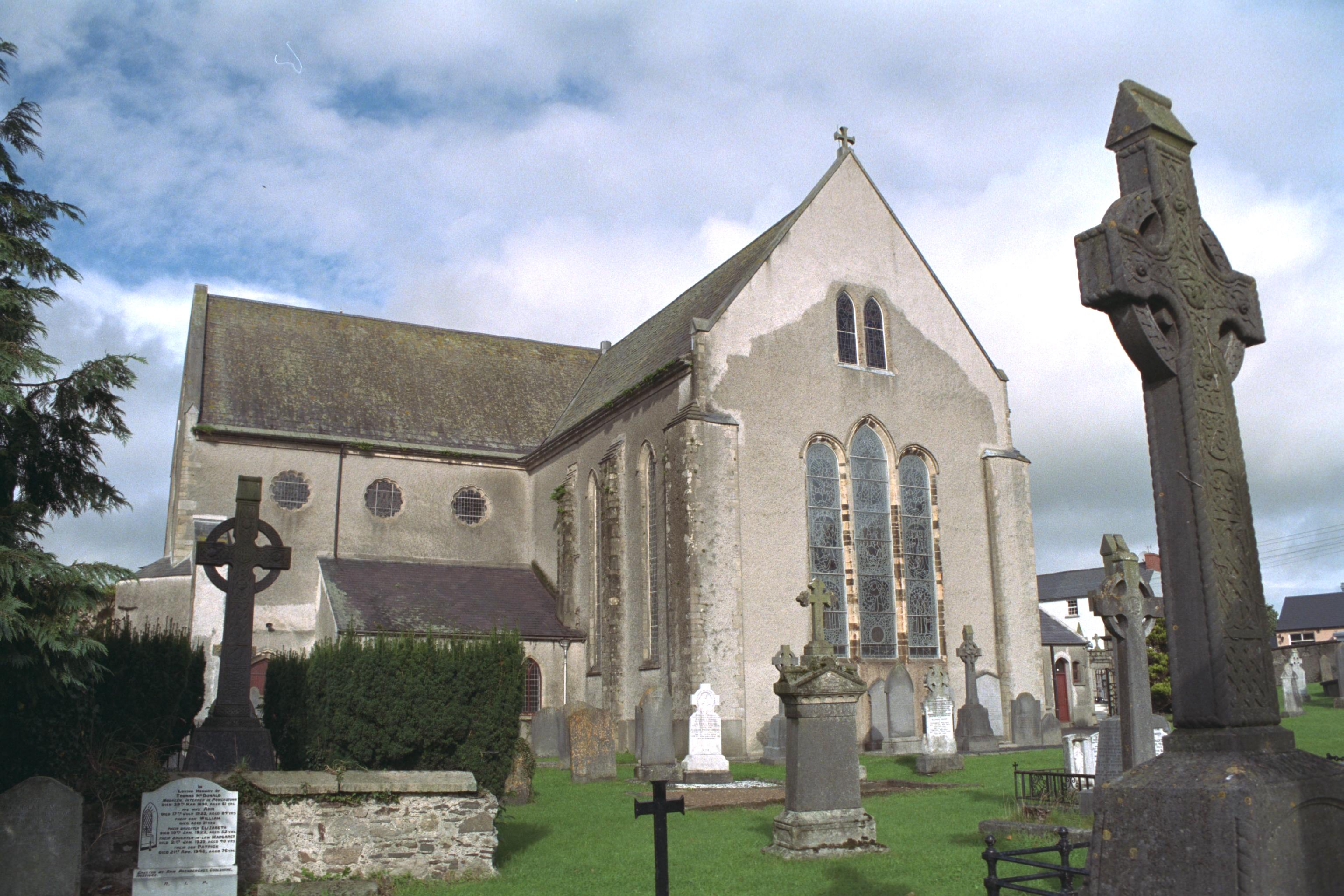
Duiske Abbey: Koor vanuit het zuidoosten

Duiske Abbey (Iers: Mainistir an Dubhuisce; ook Graiguenamanagh Abbey) is een Abdij in de Ierse plaats Graiguenamanagh, ten noorden van New Ross in Barrow Valley, County Kilkenny. 
Zij was ooit het grootste Cisterciënzerklooster van Ierland is is thans nog hete best bewaarde - respectievelijk gerestaureerde. 
De naam stamt van de uitdrukking in het Gaelic voor zwart water (Dubh-Uisce) verwijzend naar de rivier Douskey in de buurt.
William Marshall, Earl van Pembroke, stichtte de abdij, samen met monniken uit Wiltshire, in 1204. Het was een dochterklooster van Stanley Abbey, dat zelf een dochterklooster van Quarr Abbey was.
De met gele kalksteen gebouwde kerk bestaat uit een lang schip met houten dak met vier dwarse zijbeuken en een koor. De huidige vloer ligt twee meter hoger dan de oorspronkelijke. Bij de restauratie in de 19e eeuw zijn delen van oude muren, bogen en kapellen vrijgemaakt. Men kan ook afdalen om het versierde portaal van het 13e-eeuwse zuidelijke portaal te zien.
Het klooster werd opgeheven in 1536 en verviel aan de familie Butler van Ormond, en vanaf 1703 aan de Agars. In 1728 werd een kapel tegen de zuidmuur aangebouwd. In 1774 stortte de originele achthoekige toren in. vanaf 1813 werd de kerk grotendeels hersteld. De westzijde werd in 1886 voltooid.
Op het kerkhof ten zuiden van het koor staan twee granieten keltische kruisen.